# Diócesis de Bengbu
La diócesis de Bengbu, de Pengpu o de Peng-Fou (en latín: Dioecesis Pampuvensis y en chino: 天主教蚌埠教区) es una circunscripción eclesiástica de la Iglesia católica en China. Se trata de una diócesis latina, sufragánea de la arquidiócesis de Anqing. Desde el 3 de mayo de 2006 su obispo es Joseph Liu Xinhong, aunque para el Anuario Pontificio está vacante desde el 11 de junio de 1951. La Asociación Patriótica Católica China suprimió la diócesis en 2001 al fusionarla con la arquidiócesis de Anqing (previamente fusionada con la prefectura apostólica de Tunxi) y la diócesis de Wuhu y erigir sin asentimiento de la Santa Sede la diócesis de Anhui.

## Territorio y organización
La diócesis tiene 60 000 km² y extiende su jurisdicción sobre los fieles católicos de rito latino residentes en parte de la provincia de Anhui.
La sede de la nueva diócesis patriótica de Anhui se encuentra en la ciudad de Hefei, en donde se halla la Catedral de Santo Tomás, mientras que en Bengbu se encuentra la catedral que era sede de la diócesis reconocida por la Santa Sede. 
En 1950 en la diócesis existían 23 parroquias.

## Historia
El vicariato apostólico de Bengbu fue erigido el 21 de febrero de 1929 con el breve Ea quae catholicae del papa Pío XI, obteniendo el territorio del vicariato apostólico de Wuhu (hoy diócesis de Wuhu). El vicariato apostólico tenía jurisdicción sobre 22 condados: Fengyang, Fengtai, Quanjiao, Huaiyuan, Huoqiu, Woyang, Laian, Lingbi, Mengcheng, Taihe, Xuyi, Tianchang, Dingyuan, Wuhe, Fuyang, Yingshang, Jiashan, Shou, Chu, Bo, Su y Si. 
El 11 de abril de 1946 el vicariato apostólico fue elevado a diócesis con la bula Quotidie Nos del papa Pío XII.
El 20 de enero de 1949 la ciudad de Bengbu fue ocupada por el Partido Comunista de China, que se impuso en la guerra civil y proclamó la República Popular China el 1 de octubre de 1949. En 1951 China comunista y la Santa Sede rompieron relaciones diplomáticas, reconociendo la Santa Sede a la República de China en Taiwán como el legítimo gobierno chino. En enero de 1951 el obispo italiano Cipriano Cassini, el director del distrito jesuita Zhou Jizhong y el padre Ming Zhizhi fueron expulsados del país. En junio de 1951 el obispo Cassini falleció de una enfermedad y el sacerdote chino Zhang Jingye sirvió como administrador de la diócesis. Luego, todos los misioneros extranjeros fueron expulsados de China, el seminario fue cerrado, todas las escuelas diocesanas, hospitales, orfanatos y otras instituciones auxiliares fueron asumidas por el gobierno comunista, y el palacio episcopal fue ocupado por el Comité de Control del Río Huaihe. En septiembre de 1955, debido a que Zhang Jingye, vicario de la diócesis, continuó obedeciendo al papa, fue sentenciado a 15 años de prisión. 
La Asociación Patriótica Católica China fue creada con el apoyo de la Oficina de Asuntos Religiosos de la República Popular de China en 1957, con el objetivo de controlar las actividades de los católicos en China. Su nombre público es Iglesia católica china y es referida como la "Iglesia oficial" en contraposición a la "Iglesia subterránea" o "Iglesia clandestina" leal a la Santa Sede.
En el período de 1966 a 1976 la Revolución Cultural se ensañó especialmente contra la religión, destruyéndose numerosas iglesias y el resto fueron ocupadas, el clero fue obligado a trabajar en otras tareas y las actividades religiosas fueron completamente prohibidas. En la década de 1980 las iglesias católicas ocupadas fueron devueltas gradualmente.
El 3 de julio de 2001 Asociación Patriótica Católica China unificó las tres diócesis (Anqing, Wuhu y Bengbu) en una única correspondiente al territorio de la provincia de Anhui, y llamó al nuevo distrito diócesis de Anhui, con sede en la capital provincial, Hefei. El obispo Joseph Zhu Huayu nunca fue reconocido por la Santa Sede y murió el 26 de febrero de 2005. En 1997 la arquidiócesis de Anqing (reducida previamente a diócesis) había incorporado el territorio de la prefectura apostólica de Tunxi.
El 3 de mayo de 2006 Joseph Liu Xinhong fue ordenado nuevo obispo de Anhui, sin el consentimiento previo de la Santa Sede, lo que provocó una postura oficial desde Roma.
El 22 de septiembre de 2018 se firmó en Pekín el Acuerdo provisional entre la Santa Sede y la República Popular de China sobre el nombramiento de los obispos. El 22 de octubre de 2020 el acuerdo fue prorrogado por otros dos años y en octubre de 2022 por otros dos años más.
Debido a la situación particular de la Iglesia católica en China, la Santa Sede no nombra obispos para las diócesis chinas, que son sedes oficialmente vacantes incluso en presencia de obispos reconocidos por Roma.

## Estadísticas
Según el Anuario Pontificio 2002 la diócesis tenía a fines de 1950 un total de 64 334 fieles bautizados.
| Año                                                                             | Población            | Población | Población      | Sacerdotes | Sacerdotes    | Sacerdotes    | Bautizados por sacerdote | Diáconos permanentes | Religiosos | Religiosos | Parroquias |
| Año                                                                             | Bautizados católicos | Total     | % de católicos | Total      | Clero secular | Clero regular | Bautizados por sacerdote | Diáconos permanentes | Varones    | Mujeres    | Parroquias |
| ------------------------------------------------------------------------------- | -------------------- | --------- | -------------- | ---------- | ------------- | ------------- | ------------------------ | -------------------- | ---------- | ---------- | ---------- |
| 1950                                                                            | 64 334               | 9 000     | 0.7            | 45         | 4             | 41            | 1429                     |                      | 15         | 21         | 23         |
| Fuente: Catholic-Hierarchy, que a su vez toma los datos del Anuario Pontificio. |                      |           |                |            |               |               |                          |                      |            |            |            |

## Episcopologio

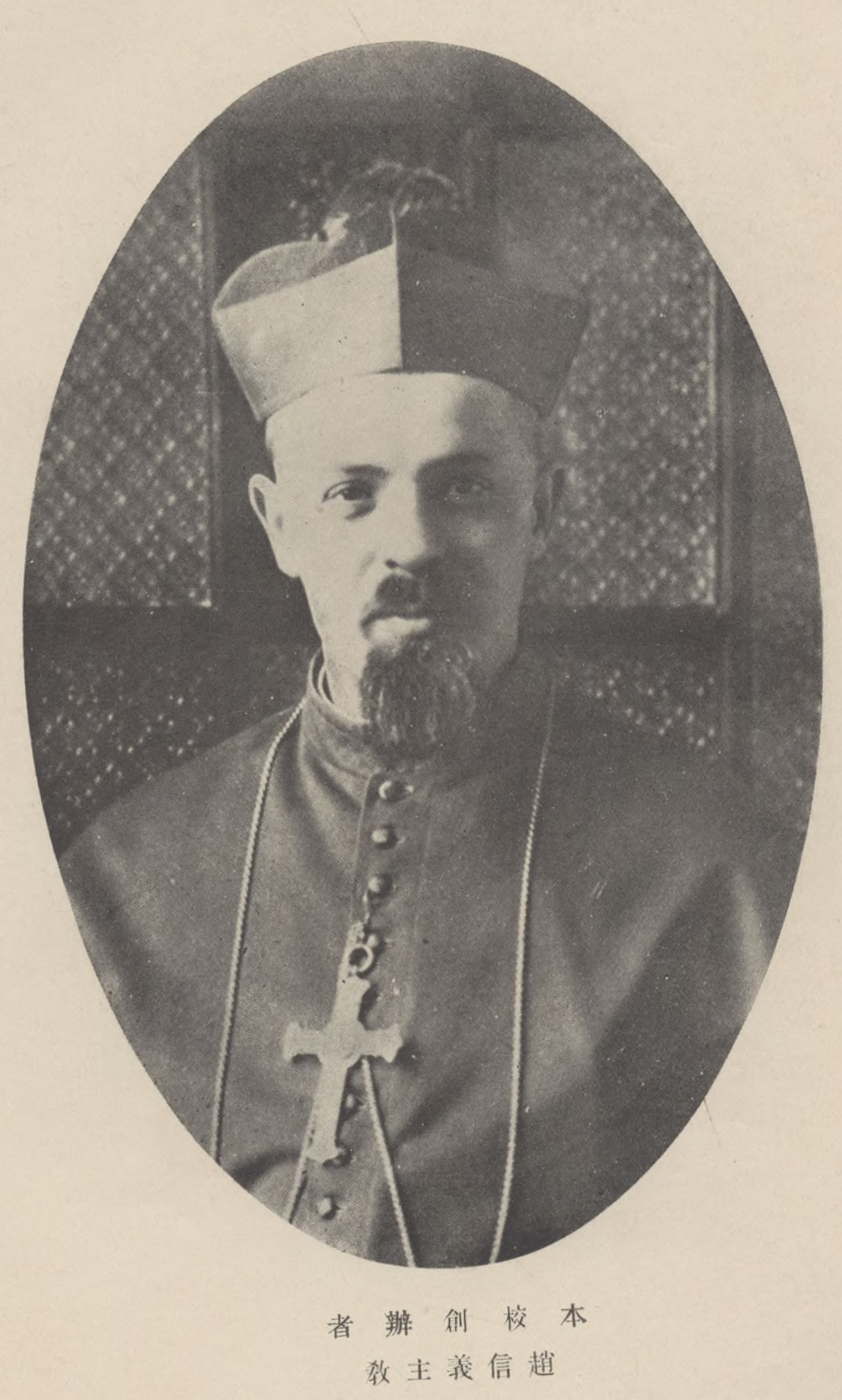
Obispo Cipriano Cassini

- Tommaso Berutti, S.I. † (19 de diciembre de 1929-1933 renunció)
  - Sede vacante (1933-1936)
- Cipriano Cassini, S.I. † (23 de diciembre de 1936-11 de junio de 1951 falleció)
  - Sede vacante
  - Zhou Yi-zhai † (1958-26 de octubre de 1983 falleció)
  - Joseph Zhu Huayu † (30 de noviembre de 1986 consagrado-26 de febrero de 2005 falleció)[nota 1]
  - Joseph Liu Xinhong, consagrado el 3 de mayo de 2006 (obispo de Anhui)